# أنقليس سيبوجا الثعباني
أنقليس سيبوجا الثعباني (الاسم العلمي: Bascanichthys sibogae) هو نوع من الأنقليس، يتبع فصيلة الأنقليس الثعباني.